# SoHo
Den här artikeln handlar om området på Manhattan i New York. För andra betydelser, se Soho.

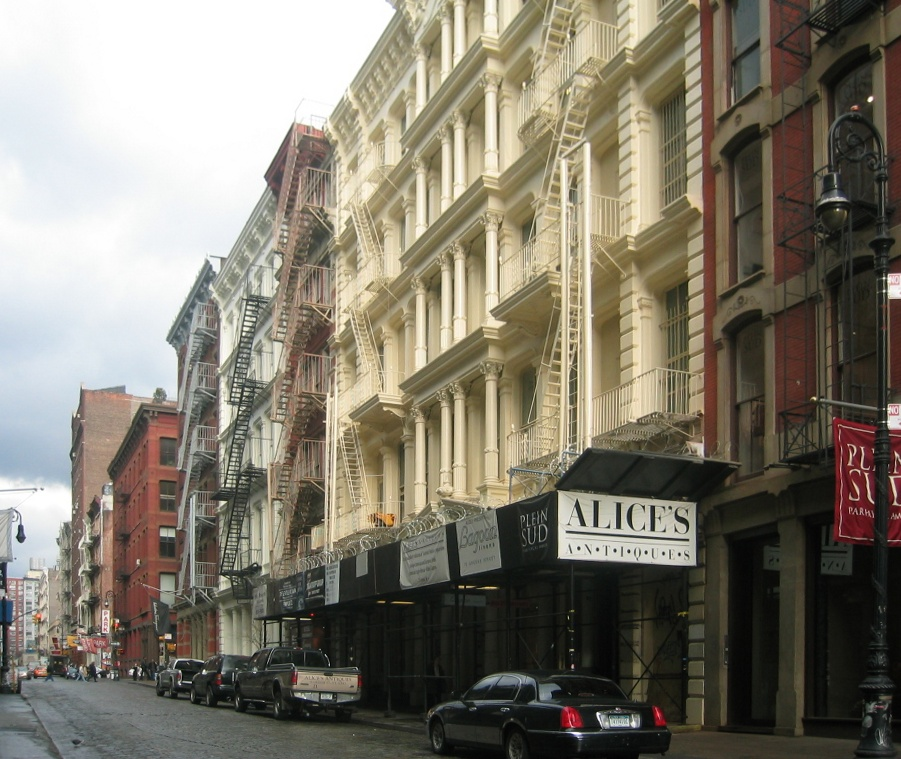
Gjutjärnsarkitektur på Greene Street i SoHo.

SoHo är ett område på södra Manhattan i New York. Namnet står för South of Houston Street. SoHo är beläget mellan Houston Street i norr, Lafayette Street i öst, Canal Street i syd och Sixth Avenue i väst. Stadsdelen har genomgått en stark gentrifiering och blivit en av stadens mest populära stadsdelar att leva i. Kvadratmeterpriset har stigit och husen har i stor del renoverats för att erbjuda exklusiva boenden för New Yorks yngre elit. SoHo har ett rikt kulturliv och är ett populärt kvarter för shopping, restauranger, barer och nattliv. Detta är några av skälen till att flera kändisar valt att bosätta sig i stadsdelen.